# Кабанец
Кабанец — река в России, протекает по территории Мостовского района Краснодарского края. Устье реки находится в 15 км по левому берегу реки Псефирь. Длина реки — 18 км, площадь водосборного бассейна — 36,4 км².

## Данные водного реестра
По данным государственного водного реестра России относится к Кубанскому бассейновому округу, водохозяйственный участок реки — Лаба от впадения реки Чамлык и до устья. Речной бассейн реки — Кубань.